# Atemnus neotropicus
Atemnus neotropicus är en spindeldjursart som beskrevs av Clarence Clayton Hoff 1946. Atemnus neotropicus ingår i släktet Atemnus och familjen Atemnidae. Inga underarter finns listade.